# Contea di Baldwin (Georgia)
La contea di Baldwin, in inglese Baldwin County, è una contea dello Stato della Georgia, negli Stati Uniti. La popolazione al censimento del 2000 era di 44 700 abitanti. Il capoluogo della contea è Milledgeville. La contea deriva il suo nome da Abraham Baldwin, membro del Senato degli Stati Uniti, georgiano.

## Geografia fisica
Lo United States Census Bureau certifica che l'estensione della contea è di 693 km², di cui 669 km² composti da terra e 24 km² composti di acqua.

## Infrastrutture e trasporti

### Strade
- U.S. Route 441
- State Route 22
- State Route 24
- State Route 29
- State Route 49
- State Route 112
- State Route 212
- State Route 243

## Contee confinanti
- Contea di Putnam, Georgia - nord
- Contea di Hancock, Georgia - nord-est
- Contea di Washington, Georgia - est
- Contea di Wilkinson, Georgia - sud
- Contea di Jones, Georgia - ovest

## Storia
La contea fu costituita l'11 maggio 1803.

## Città
- Midway-Hardwick
- Milledgeville